# アル・プラザ鶴見
アル・プラザ鶴見（アル・プラザつるみ）は、岐阜県大垣市にあるショッピングセンター。

## 概要
平和堂を核店舗とするショッピングモールで、平和堂による運営されており岐阜県下の平和堂で唯一アル・プラザを名乗る店舗である。
かつては中京エリアのGMSチェーンのグランドタマコシの店舗の「タマコシ鶴見SC（ショッピングセンター）」（通称ツルタマ・1980年開店）であったが、2004年（平成16年）2月20日、グランドタマコシは民事再生法を適用し経営破綻。平和堂の子会社、平和堂東海（現在は平和堂が合併）が引継ぎ平和堂鶴見店となる。その後旧店舗を取り壊し、2006年（平成18年）11月25日、アル・プラザ鶴見が同地に開業する。
近隣にイオンタウン大垣、イオンモール大垣、アクアウォーク大垣などがあり競合が激しい。その中でも当SCは、中高年をターゲットにして差別化を図っている。
平和堂傘下のヤナゲンFAL店（瑞穂市）が2011年（平成23年）7月20日に閉店し、21日にアル・プラザ鶴見に移転した。しかし、ヤナゲンの店舗営業終了により、FAL店も2019年（令和元年）9月28日をもって閉店した。
近接してホームセンターのDCM（旧DCMカーマ）大垣鶴見店が営業しており、2021年（令和3年）2月19日の大規模小売店舗立地法上の届け出も平和堂とDCMカーマとの連名で行われている。

## 主な店舗

### 現在
- スガキヤ
- 平和堂旅行センター
- ドトールコーヒー
- 大垣共立銀行（同一敷地内）
  - 藤江支店鶴見出張所
  - ローンプラザ大垣
- 大垣中日文化センター
- 平和書店
- ケーズデンキ
- 御菓子つちや
- 100円ショップワッツ
- タイトーステーション
- BELLUNA（）
- カットコムズ
- チャンスセンター（宝くじ）
- パリクロアッサン（パン屋）

### 過去（タマコシ時代も含む）
- 電波堂（現・デンパドウ）（現在大垣本店のみ営業中）
- JTB
- ABCブックセンター（ツルタマ時代の電波堂以来のCD・DVD売場が復活）
- ヤナゲンFAL店 - 2019年9月28日閉店
- ベスト電器

## 交通
公共交通機関
- 名阪近鉄バス岐垣線「鶴見町」バス停下車。
  - 大垣駅（大垣駅前バスのりば2番のりば）より、「岐阜聖徳学園大学」行き

自動車
- 岐阜県道31号岐阜垂井線・岐阜県道50号大垣環状線「上面」交差点より西へ約500 m。
- 国道258号「旭町」交差点より東へ約 2km。

## 備考
- 岐阜市にある仕事工房ポポロによるアルミ付き紙パックの回収ボックスも設置している。また、ポイントがたまる古紙回収サービス「えこすぽっと」を2013年7月24日に東海地区の平和堂で初めて導入した。